# José Delicado Baeza
José Delicado Baeza (Almansa, Albacete, 18 de enero de 1927-Valladolid, 17 de marzo de 2014) fue un sacerdote y obispo católico español, obispo de Tuy-Vigo de 1969 a 1975 y arzobispo de Valladolid de 1975 a 2002. Su episcopado ha sido el más largo en la historia de la archidiócesis de Valladolid y el único superior a veinticinco años.

## Biografía
José nació el 18 de enero de 1927, en la ciudad española de Almansa, Albacete.
Tras cursar el bachillerato civil, se incorporó en 1944 al Seminario de Málaga donde realizó los estudios de Filosofía, y en 1947 se trasladó a la Universidad Pontificia de Salamanca para estudiar Teología. 

### Sacerdocio
Su ordenación sacerdotal fue el 22 de julio de 1951, en Almansa; pasando a ejercer como coadjutor de la parroquia de la Purísima Concepción de Albacete, profesor de Instituto y Consiliario diocesano de los Movimientos obreros de jóvenes y adultos. 
Desde 1952 fue canónigo de la catedral de Albacete, y desde 1953 director espiritual y profesor del Seminario y del Postseminario, dirigiendo numerosos ejercicios espirituales y convivencias. Presentó varias ponencias, sobre todo de materia pastoral, en diversas asambleas nacionales, y como becario de la Iglesia Nacional Española de Montserrat en Roma, preparó diversas publicaciones sobre espiritualidad sacerdotal, pastoral y otros. En 1964 fue nombrado vicario general de pastoral de la diócesis. 

### Episcopado

#### Obispo de Tuy-Vigo
El 7 de agosto de 1969 fue preconizado obispo de la diócesis de Tuy-Vigo por el papa Pablo VI; se ordenó obispo en Almansa el 28 de septiembre del mismo año y se incorporó a su diócesis el 4 de octubre siguiente.

#### Arzobispo de Valladolid
Tras seis años como pastor de la diócesis gallega, el 21 de abril de 1975 se anunció su nombramiento como arzobispo de Valladolid, el 12.º en la lista de arzobispos y el 38,º en la lista de obispos de la diócesis, tomando posesión el 7 de junio.
Como arzobispo de Valladolid, ejerció una gran labor en diversos campos. Dinamizó las estructuras de la archidiócesis poniendo en marcha diversos organismos participativos que abrieron cauces de participación a sacerdotes y laicos, y dando pie a los programas pastorales y a las reuniones y encuentros, tanto a nivel diocesano como de la Iglesia en Castilla, originando el llamado «espíritu de Villagarcía de Campos» que ha venido marcando las grandes líneas pastorales de todas las diócesis castellanas. Alentó también la iniciativa de Las Edades del Hombre, que tuvo su comienzo en Valladolid (1988). Con él se construyeron catorce nuevas parroquias y nuevas casas rectorales, y se reformaron o rehabilitaron el arzobispado, el Seminario, el Archivo Diocesano, el Hogar sacerdotal, y el Centro de Espiritualidad, entre otros. En su faceta de maestro, ha publicado más de veinte libros sobre la espiritualidad sacerdotal, pastoral y otros temas, como: Pastoral Diocesana al día, ¿Qué es ser obispo hoy?, o Sacerdotes esperando a Godot, así como más de 100 pastorales, unas 1300 cartas semanales, conferencias u homilías. Dentro de su labor como arzobispo también confirmó a 113 000 jóvenes y ordenó a 160 presbíteros (91 diocesanos más 5 diáconos permanentes). En la Conferencia Episcopal Española integró (1975-78) y presidió (1978-81) la Comisión del Clero, fue vicepresidente de la Conferencia (1981-88) y presidente de la comisión de Enseñanza y Catequesis (1988-92).

##### Renuncia
Presentó en 2002 su preceptiva renuncia al papa al cumplir los 75 años de edad, según el canon 401 del Código de Derecho Canónico, y el 28 de agosto de ese año, Juan Pablo II aceptó su renuncia, nombrando a Braulio Rodríguez Plaza como su sucesor. Tras su despedida el 6 de octubre siguiente, siguió residiendo en Valladolid como arzobispo emérito, con apariciones puntuales en misas solemnes en la catedral y en conferencias.

### Fallecimiento
Falleció el 17 de marzo de 2014. Su funeral tuvo lugar un día después en la catedral, concelebrado por más de una veintena de obispos y en presencia de diversas autoridades civiles, con una asistencia multitudinaria de vallisoletanos. Sus restos reposan en la capilla del Sagrario de la catedral de Valladolid.